# Zdenko Schücker
Zdenko Schücker (26. října 1842 Žatec – 4. prosince 1904 Vídeň) byl rakousko-uherský, respektive předlitavský politik německé národnosti z Čech, dlouholetý poslanec Říšské rady a Českého zemského sněmu.

## Biografie
Byl bratrem politika Karla Schückera. Vystudoval gymnázium v Žatci a Praze na Malé Straně. Pak absolvoval roku 1865 Karlo-Ferdinandovu univerzitu v Praze, kde roku 1868 získal titul doktora práv. Následně působil jako státní úředník u zemského soudu v Praze. Na konci 60. let pracoval jako koncipient v kanceláři tehdejšího starosty Chebu Grafa od roku 1872 vedl vlastní advokátní praxi. Angažoval se ve veřejném životě. Politicky byl zapojen do řad německých liberálů. V letech 1870–1874 byl členem předsednictva Německého politického spolku v Chebu. Patřil mezi přední osobnosti německých liberálů v západních Čechách. Zároveň ale odmítal radikálně nacionální a antisemitské proudy v sudetoněmecké politice na Chebsku. Patřil k nejkrajnějšímu levému křídlu německých liberálů.
Od roku 1884 předsedal nově založené Německé národní jednotě pro severozápadní Čechy se sídlem v Chebu, od roku 1895 pod jménem Spolek Němců Chebska (Bund der Deutschen im Egerer Kreis). Dlouhodobě zasedal v obecní samosprávě Chebu.
Od roku 1893 zasedal jako poslanec Českého zemského sněmu jako zástupce městské kurie v Chebu. Zvolen sem byl v doplňovací volbě v lednu 1893. V zemských volbách roku 1895 ho porazil kandidát všeněmecké a antisemitské orientace Karl Iro, ale mandát přesto dodatečně získal, když ho do zemského sněmu poslala kurie obchodních a živnostenských komor. Od roku 1901 potom na zemském sněmu zastupoval městskou kurii v obvodu Bílina, Most atd.
Snažil se i o zisk mandátu v Říšské radě (celostátní parlament), kam kandidoval roku 1888, ale porazil ho tehdy antisemitský německý nacionál dr. Gschier. Teprve roku 1895 se stal poslancem Říšské rady. Nastoupil sem 5. listopadu 1895 místo Wilhelma Pichlera. V Říšské radě zastupoval městskou kurii, obvod Žatec, Postoloprty atd. Mandát v témže obvodu obhájil i ve volbách roku 1897 a volbách roku 1901. Setrval zde až do své smrti roku 1904. Pak ho ve vídeňském parlamentu nahradil Josef Herold. V parlamentu se zaměřoval na právní a daňové otázky a byl jedním z nejaktivnějších řečníků Německé pokrokové strany.
Na Říšské radě usedl zpočátku do klubu Sjednocené německé levice, do kterého se spojilo několik ústavověrných (liberálně a centralisticky orientovaných) proudů. Vystoupil z něj ovšem už v listopadu 1896 v rámci hromadného odchodu německých poslanců, převážně zvolených v Čechách. Jako německorakouský liberál odmítal státoprávní a autonomistické aspirace neněmeckých etnik. Vystupoval proti Badeniho jazykovým nařízením, která zvyšovala oficiální úřední status češtiny, a během parlamentní obstrukce hovořil více než čtyři hodiny. Podílel se taky na organizování demonstrací proti jazykovým nařízením a Badenimu v Chebu.